# Хинајана
Хинајана (hīnayāna) је санскритски и пали појам који дословно значи „мало возило“. То је првобитно био пежоративан термин који су сковали следбеници махајане, „великог возила“, како би означили оне који су као Будине речи прихватали само најраније забележене говоре.
Хинајанисти не признају касније говоре, које су саставили махајански мудраци, а за које се тврди да садрже део учења за које је Буда осећао да је сувише дубоко за своју прву генерацију ученика, те га је тајно поверио подземним змијама на чување. 
Систем хинајана секти био је компликован и недостаје више карика да би био реконструисан. Са становишта систематике, хинајана будизам је представљао изузетно занимљив систем мултипликоване разгранатости, упоредив са другим разгранатим системима попут ђаинизма, хришћанства и ислама. Доктринарии конфликт био је фундаментална димензија овог система, чије су могућности биле латентно уочљиве већ од почетка.
Данашња теравада школа једна је од преживелих секти хинајане. 